# チャールズ・ローレンス (護衛駆逐艦)
|          |                                                                                                 |
| 艦歴     |                                                                                                 |
| 発注     | 1942年2月10日                                                                                   |
| 起工     | 1942年8月1日                                                                                    |
| 進水     | 1943年2月16日                                                                                   |
| 就役     | 1943年5月31日                                                                                   |
| 退役     | 1946年6月21日                                                                                   |
| その後   | 1965年11月17日にスクラップとして売却                                                            |
| 除籍     | 1964年9月1日                                                                                    |
| 性能諸元 |                                                                                                 |
| 排水量   | 軽貨：1,400トン、 基準：1,740トン                                                               |
| 全長     | 306 ft (93 m)                                                                                   |
| 全幅     | 37 ft (11 m)                                                                                    |
| 吃水     | 基準：9 ft 6 in (2.90 m) 満載：11 ft 3 in (3.43 m)                                              |
| 機関     | ターボ・エレクトリック 2軸推進（12,000 shp）                                                    |
| 最大速   | 23ノット (43 km/h; 26 mph)                                                                      |
| 航続距離 | 3,700カイリ (6,900 km) 15ノット時 (28 km/h; 17 mph)                                             |
| 乗員     | 士官15名 兵員198名                                                                              |
| 兵装     | 50口径3インチ砲3門 75口径1.1インチ対空砲4門 20mm対空砲8門 21インチ魚雷発射管3基 ヘッジホッグ1基 |

チャールズ・ローレンス (USS Charles Lawrence, DE-53/APD-37) は、アメリカ海軍の護衛駆逐艦。バックレイ級護衛駆逐艦の1隻。艦名は真珠湾攻撃で戦死した水兵のチャールズ・ローレンスに因む。

## 艦歴
チャールズ・ローレンスはマサチューセッツ州ヒンガムのベスレヘム・ヒンガム造船所で1942年8月1日に起工する。1943年2月16日にS・ローレンスによって命名、進水し、5月31日に艦長L・S・キントバーガー少佐の指揮下就役した。
就役後はバージニア州ノーフォークから大西洋中部およびカサブランカに向かう油槽船団の護衛を行い、1943年8月16日から9月24日までの間に1度の巡航を行った。その後ニューヨークで東海岸を航行する高速油槽船団に転属となり、西インドの給油港で潜水艦の脅威に対応した。1943年10月13日から1944年9月23日まで北アイルランドに向かう船団に対して8度の護衛を行い、ニューヨークに帰還した。この護衛は慎重に行われ、失われた艦は1隻のみであった。潜水艦の攻撃に対する一定の警戒と共に、チャールズ・ローレンスはいかなる天候でも艦の状態を保つため高い操艦技術を維持した。1943年の「クリスマス・ハリケーン」において、船団は実際に20時間停船した。
チャールズ・ローレンスは1944年10月23日に APD-37 （高速輸送艦）に艦種変更され、ニューヨークで改装が行われ、チャールズ・ローレンス級高速輸送艦のネームシップとなった。短期の整調後、1945年1月27日にノーフォークを出航し真珠湾に向かい、2月22日から3月5日まで同地で補給を行った。その後ウルシー環礁に派遣され、3月23日に到着、沖縄へ攻撃に向かう艦隊の護衛に加わった。
1945年4月1日、Hagushi beach 沖に到着し20隻の輸送艦から成る艦隊の護衛に従事する。沖縄戦の序盤において上陸部隊の支援のため海岸近くに留まり、続いて輸送海域に設定された半円形の位置で護衛を担当した。3ヶ月間沖縄沖で警戒を行い、特攻機および特攻艇、潜水艦の攻撃を防御した。この任務はフィリピン、マリアナ諸島およびカロリン諸島での輸送任務を命じられたため一時中断した。チャールズ・ローレンスは特攻機の攻撃に対して砲撃を行い、被害を免れていた。
戦後チャールズ・ローレンスは瀬戸内海で占領部隊の上陸を支援し、続いてフィリピンとマヌス島間の輸送任務に従事した。1945年12月16日、サンディエゴに帰還し、12月30日にノーフォークに到着した。チャールズ・ローレンスは1946年6月21日にフロリダ州グリーンケーヴスプリングスで退役した。
チャールズ・ローレンスは第二次世界大戦の戦功で1個の従軍星章を受章した。